# Ana María Ragonese
Ana María Ragonese (1928 - 1999) foi uma botânica e paleobotânica argentina.
Foi uma reconhecida taxônoma vegetal, especializando-se na família Poaceae e em fósseis.